# Imants Ziediņš
Imants Ziediņš (* 20. September 1969 in Balvi) ist ein Offizier der lettischen Streitkräfte im Range eines Generalmajors. Aktuell ist er der militärische Vertreter Lettlands bei der NATO und EU. Von 2019 bis 2023 war er Stabschef und stellvertretender Befehlshaber der Lettischen Nationalen Streitkräfte.

## Leben
Der heutige General wurde 1969 in Balvi, im Nordosten der der damaligen Lettischen SSR, geboren. Nach dem Ende seiner Schulzeit entschloss er sich 1987 für eine Offiziersausbildung bei den Sowjetischen Streitkräften.

### Militärische Laufbahn
Im Rahmen der Wiedererlangung der staatlichen Unabhängigkeit Lettlands schloss sich Imants Ziediņš 1992 den im Neuaufbau befindlichen Grenztruppen und später den Streitkräften seines Heimatlandes an. Ab 1997 diente er dort auf verschiedenen Posten. Ziediņš erhielt seine militärische Ausbildung in Lettland und im Ausland (in Schweden, Deutschland, Kanada, Rumänien und am Baltic Defence College in Estland). Erfahrung im Bereich der internationalen Zusammenarbeit sammelte er im NATO-Hauptquartier und als Kommandeur des lettischen Kontingents der Afghanistan-Mission. Im Jahr 2012 wurde Ziediņš zum Stabschef der lettischen Nationalgarde (lettisch Zemessardze) ernannt.
Fünf Jahre später wurde er in das Hauptquartier der Streitkräfte versetzt und zum stellvertretenden Stabschef der Lettischen Nationalen Streitkräfte ernannt. Damit verbunden war die Beförderung zum Brigadegeneral im Dezember desselben Jahres. Im Juni 2019 übernahm Ziediņš die Leitung des Stabes der Streitkräfte. Im Mai 2022 wurde er zum Generalmajor befördert. Am 1. November 2023 wurde er als Stabschef von Andis Dilāns abgelöst und übernahm in der Folgezeit Führungsaufgaben im Verteidigungsministerium.

### Privates
Imants Ziediņš ist verheiratet und Vater einer Tochter. Zu den Hobbys des Generals zählen Jagen, Laufen und Pistolenschießen. Neben seiner Muttersprache beherrscht Ziediņš auch Englisch und Russisch.

## Auszeichnungen
|  | Offizier des Westhard-Ordens |